# 1-е Мурзино
1-е Му́рзино (баш. 1-се Мырҙа) — деревня в Хайбуллинском районе Республики Башкортостан Российской Федерации. Входит в Уфимский сельсовет. Проживают башкиры.

## География
В населённом пункте находится пруд. Рядом с деревней расположено кладбище. 

### Географическое положение
Расстояние до:
- районного центра (Акъяр): 61 км,
- центра сельсовета (Уфимский): 18 км,
- ближайшей ж/д станции (Сибай): 76 км.

### Климат
По комплексу природных условий деревня, как и весь район, относится к лесостепной зоне и характеризуется умеренно континентальным климатом.
| Показатель                            | Янв. | Фев. | Март | Апр. | Май | Июнь | Июль | Авг. | Сен. | Окт. | Нояб. | Дек. |
| ------------------------------------- | ---- | ---- | ---- | ---- | --- | ---- | ---- | ---- | ---- | ---- | ----- | ---- |
| Средний суточный максимум, °C         | −8   | −7   | −2   | 9    | 18  | 23   | 24   | 23   | 17   | 9    | −1    | −6   |
| Средний суточный минимум, °C          | −16  | −16  | −9   | 0    | 6   | 11   | 13   | 12   | 7    | 1    | −6    | −13  |
| Норма осадков, мм                     | 22   | 23   | 27   | 38   | 39  | 45   | 43   | 38   | 26   | 29   | 28    | 23   |
| Источник: Климат деревни Мурзино 1-е. |      |      |      |      |     |      |      |      |      |      |       |      |

## Топоним
Деревня носит имя первопоселенца Мурзы Идрисова. Фиксировалась также как Тавасты Бурзян (Тау аҫты Бөрйән), Туш-Аул. Первоначально носила название Мурзино. Переименована с образованием в начале 20 века просуществовавшего до 1980-х гг. выселка 2‑е Мурзино.

## История
Основана в 19 веке башкирами — жителями деревни Исмакаево на собственных землях. Среди занятий жителей — промысел, скотоводство. Уроженец деревни Алламурат Ишмуллин принимал участие в Отечественной войне 1812 года.

## Население
| 2002 | 2010 |
| ---- | ---- |
| 209  | ↗222 |

### Национальный состав
Согласно переписи 2002 года, преобладающая национальность — башкиры (100 %).

## Инфраструктура
В деревне расположены фермы крупнорогатого скота, трансформаторные подстанции, склад, школа, фельдшерско-акушерский пункт, клуб, магазин.  Проложены воздушные линии электропередач напряжением 0,4 кВ, газопровод среднего давления, оптико-волоконный кабель.

## Религия
В деревне есть мечеть.

## Транспорт
В деревне 1-е Мурзино начинается автомобильная дорога местного значения.